# Federazione di pallanuoto e nuoto del Montenegro
La Federazione di Pallanuoto e Nuoto del Montenegro (in montenegrino Vaterpolo i plivački savez Crne Gore, VPSCG) è l'organo di governo della pallanuoto e del nuoto in Montenegro. La federazione è stata fondata il 22 aprile 1949 a Herceg Novi. Il suo primo presidente fu Milan Vukasović.
È un'organizzazione sportiva indipendente, membro della LEN (Lega Europea del Nuoto), della FINA (Federazione Internazionale del Nuoto) dal 21 agosto 2006 e del Comitato Olimpico Montenegrino. Organizza il Campionato e la Coppa montenegrini di pallanuoto e il Campionato montenegrino di nuoto. La federazione è responsabile delle squadre nazionali di pallanuoto e nuoto del Montenegro.
Ha sede a Podgorica e il suo attuale presidente è Nikola Milić..

## Membri
Club membri della Federazione di pallanuoto e nuoto del Montenegro:
- Vaterpolo plivački klub AQUATIC VERDE, Podgorica
- Plivački i vaterpolo klub BUDUĆNOST, Podgorica
- Plivački vaterpolo klub BUDVA-BUDVANSKA RIVIJERA, Budva
- Plivački club BUTTERFLAY, Nikšić
- Vaterpolo klub VATERPOLO AKADEMIJA CATTARO, Cattaro
- Plivački vaterpolo klub JADRAN, Herceg Novi
- Plivački vaterpolo klub NIKŠIĆ, Nikšić
- Plivački klub ORKA, Budva
- Vaterpolo klub PRIMORAC, Cattaro
- Plivački vaterpolo club "STARI GRAD" Budva, Budva
- Vaterpolo klub MLADOST BIJELA, Bijela

## Campionatii organizzati da VPCG
Nuoto
- Campionati montenegrini di nuoto

Pallanuoto
- Campionato montenegrino maschile di pallanuoto
- Coppa del Montenegro